# ソムチャーイ高津
ソムチャーイ高津（そむちゃーいたかつ、1969年6月16日 - ）は、日本の元キックボクサー。神奈川出身。身長169cm、体重63kg。当時小国ジム所属。元NKBライト級1位。